# Campeonato de Tercera División 1909 (Argentina)
El Campeonato de Tercera División 1909 fue la décima temporada de la tercera categoría y de la Tercera División. Fue organizado por la Argentine Football Association, y disputado en su mayoría por equipos juveniles de clubes que competían en divisiones superiores.
Al certamen se incorporaron el segundo equipo de Instituto Americano de Adrogué, que competía en Segunda División; y 28 incorporados, entre ellos, 10 primeros equipos: Argentino de Núñez, Argentinos Juniors, Criollos, Independiente de Maldonado, La Capital, Manuel Quintana, Olimpo, Pacific Railway, Progreso y Victoria.
El torneo consagró campeón al segundo equipo de Ferro Carril Oeste.

## Incorporaciones
| Incorporados a la Segunda División 1909 |
| --------------------------------------- |
| Angloargentino                          |
| Banfield                                |
| Independiente                           |
| Racing (II)                             |
| Riachuelo                               |
| San Fernando (II)                       |

| Incorporados de la Segunda División 1908 |
| ---------------------------------------- |
| Instituto Americano (II)                 |

| Incorporados                      |
| --------------------------------- |
| Angloargentino (III)              |
| Argentino (N)                     |
| Argentino (N) (II)                |
| Argentinos Juniors                |
| Argentinos Juniors (II)           |
| Banco de la Nación Argentina (II) |
| Banfield (III)                    |
| Boca Juniors (III)                |
| Criollos                          |
| Criollos (II)                     |
| Estudiantes (IV)                  |
| Estudiantes de La Plata (II)      |
| Independiente (III)               |
| Independiente (M)                 |
| La Capital                        |
| La Plata JC (II)                  |
| Manuel Quintana                   |
| Olimpo                            |
| Olivos (II)                       |
| Pacific Railway                   |
| Pretender (II)                    |
| Progreso                          |
| Progreso (II)                     |
| Racing (IV)                       |
| Riachuelo (III)                   |
| San Isidro (III)                  |
| Victoria                          |
| Victoria (II)                     |

| Desafiliados              |
| ------------------------- |
| Adrogué                   |
| Adrogué (II)              |
| Argentino de Quilmes (IV) |
| Cambrian                  |
| Comercio (II)             |
| General Urquiza (II)      |
| General Urquiza (III)     |
| Gimnasia y Esgrima (II)   |
| Instituto Americano (III) |
| La Prensa                 |
| Nacional (III)            |
| River Plate (IV)          |
| San Martín (III)          |
| Uruguayo                  |

El número de participantes aumentó a 48.

## Sistema de disputa
Los equipos fueron divididos en pares de grupos de 7, 8 y 9 equipos, en un total de 6 grupos. En cada uno se enfrentaron bajo el sistema de todos contra todos a 2 ruedas. El ganador de cada grupo accedió a la fase final, donde se enfrentaron a eliminación directa a único partido hasta definir al campeón.

## Sección 1

### Tabla de posiciones
| Pos. | Equipo                   | Pts. | PJ |
| ---- | ------------------------ | ---- | -- |
| 1.°  | Ferro Carril Oeste II    | 23   | 14 |
| 2.°  | 1.º de Mayo              |      | 14 |
| 3.°  | River Plate III          | 20   | 14 |
| 4.°  | Olivos II                | 15   | 14 |
| 5.°  | Victoria                 | 11   | 14 |
| 6.°  | Argentino de Quilmes III | 11   | 14 |
| 7.°  | Sunderland II            | 9    | 14 |
| 8.°  | Criollos II              | 0    | 14 |

|  | Clasificó a la Fase final. |

### Resultados
| 16 de mayo                                   | River Plate (III)                                                                            | vs.     | Argentinos de Quilmes (III) | Cancha de River Plate, Buenos Aires |  |
|                                              | Alberio Vázquez Zapiola Cavatorta Frascoli Lafranconi Delatorre Alarcon Bigordan Abel Zarete | Reporte |                             |                                     |  |
| Argentinos de Quilmes (III) ganó los puntos. |                                                                                              |         |                             |                                     |  |

| 25 de julio                        | River Plate (III)                                                                              | vs.     | Criollos (II) | Cancha de River Plate, Buenos Aires |  |
|                                    | Alberio Vázquez Giaconino Cavatorta Angotti Fernández Delatorre Alarcon Armendariz Abel Others | Reporte |               |                                     |  |
| River Plate (III) ganó los puntos. |                                                                                                |         |               |                                     |  |

| 22 de agosto | Ferro Carril Oeste (II)                                                              | 5:4     | River Plate (III) | Estadio Arquitecto Ricardo Etcheverri, Buenos Aires |  |
|              | Caveia Paganini Pigot Barnassi Rubione Paganini Mariani Rolon Geta Paganini Bergogne | Reporte |                   |                                                     |  |

| 29 de agosto | River Plate (III)                                                                                | 1:0     | Victoria                                                                                           | Cancha de River Plate, Buenos Aires |  |
|              | Alberio Vázquez Giaconino Cavatorta Ángel Angotti Delatorre Zarate Alarcon Armendariz Abel Gómez | Reporte | Rossow Donaire Balesi Mendiburu Barroumeres Gorena Queirolo Zundorf Dinzelbacher Brenta Dellacosta |                                     |  |

## Sección 2
| Pos. | Equipo                     | Pts. | PJ |
| ---- | -------------------------- | ---- | -- |
|      | Anglo Argentino II         |      | 14 |
|      | Bernal II                  |      | 14 |
|      | Estudiantes IV             |      | 14 |
|      | Estudiantes de La Plata II |      | 14 |
|      | Independiente de Maldonado |      | 14 |
|      | La Plata Jockey II         |      | 14 |
|      | Riachuelo III              |      | 14 |
|      | San Martín II              |      | 14 |

|  | Clasificó a la Fase final. |

## Sección 3
| Pos. | Equipo                 | Pts. | PJ |
| ---- | ---------------------- | ---- | -- |
|      | 1 de Mayo II           |      | 14 |
|      | Argentino II           |      | 14 |
|      | Argentinos Juniors II  |      | 14 |
|      | Banco Nación           |      | 14 |
|      | Instituto Americano II |      | 14 |
|      | Royal II               |      | 14 |
|      | Sunderland             |      | 14 |
|      | San Isidro III         |      | 14 |

|  | Clasificó a la Fase final. |

## Sección 4

### Tabla de posiciones
| Pos. | Equipo              | Pts. | PJ | PG | PE | PP | GF | GF | DG |
| ---- | ------------------- | ---- | -- | -- | -- | -- | -- | -- | -- |
| 1.°  | Banfield II         |      | 16 |    |    |    |    |    |    |
|      | Anglo Argentino III |      | 16 |    |    |    |    |    |    |
|      | Atlanta III         |      | 16 |    |    |    |    |    |    |
|      | Boca Juniors III    |      | 16 |    |    |    |    |    |    |
|      | Independiente II    | 22   | 16 | 10 | 2  | 4  | 36 | 9  | 27 |
|      | Manuel Quintana     |      | 16 |    |    |    |    |    |    |
|      | Progreso            |      | 16 |    |    |    |    |    |    |
|      | Riachuelo II        |      | 16 |    |    |    |    |    |    |
|      | Victoria II         |      | 16 |    |    |    |    |    |    |

|  | Clasificó a la Fase final. |

## Sección 5

### Tabla de posiciones
| Pos. | Equipo                  | Pts. | PJ | PG | PE | PP | GF | GF | DG |
| ---- | ----------------------- | ---- | -- | -- | -- | -- | -- | -- | -- |
| 1.°  | Independiente III       | 29   | 16 | 14 | 1  | 1  | 29 | 6  | 23 |
|      | Argentino               |      | 16 |    |    |    |    |    |    |
|      | Atlanta II              |      | 16 |    |    |    |    |    |    |
|      | Boca Juniors II         |      | 16 |    |    |    |    |    |    |
|      | Estudiantil Porteño III |      | 16 |    |    |    |    |    |    |
|      | La Capital              |      | 16 |    |    |    |    |    |    |
|      | Pacific Railway         |      | 16 |    |    |    |    |    |    |
|      | Racing III              |      | 16 |    |    |    |    |    |    |
|      | Southern Rangers II     |      | 16 |    |    |    |    |    |    |

|  | Clasificó a la Fase final. |

## Sección 6
| Pos. | Equipo             | Pts. | PJ |
| ---- | ------------------ | ---- | -- |
|      | Argentinos Juniors |      | 16 |
|      | Banfield III       |      | 16 |
|      | Belgrano Juniors   |      | 16 |
|      | Criollos           |      | 16 |
|      | Estudiantes III    |      | 16 |
|      | Olimpo             |      | 16 |
|      | Pretender II       |      | 16 |
|      | Progreso II        |      | 16 |
|      | Racing IV          |      | 16 |

|  | Clasificó a la Fase final. |

## Fase final

### Cuartos de final
|                                  | Local | vs. | Visita |  |  |
| Se desconocen los participantes. |       |     |        |  |  |

|                                  | Local | vs. | Visita |  |  |
| Se desconocen los participantes. |       |     |        |  |  |

### Semifinales
| 28 de noviembre de 1909 | Independiente III                                                                     | 0:3     | Ferro Carril Oeste II | Estadio de Gimnasia y Esgrima, Buenos Aires |  |
|                         | Lencinas Sande García Marín Zetti Debuglio García González García Rodríguez Chiarella | Reporte |                       |                                             |  |

|                                  | Local | vs. | Visita |  |  |
| Se desconocen los participantes. |       |     |        |  |  |

### Final
|                                  | Ferro Carril Oeste II | vs. | Visita |  |  |
| Se desconocen los participantes. |                       |     |        |  |  |

|                                           |
|                                           |
| Campeón Ferro Carril Oeste II 1.er título |